# Álvaro Guerrero
Álvaro Guerrero Monge (Alajuela, 28 de noviembre de 1985) es un futbolista profesional costarricense. Se desempeña como delantero, jugando actualmente para el Jacó Rays Fútbol Club de la Segunda División de Costa Rica.

## Clubes
| Club                    | País       | Año             |
| ----------------------- | ---------- | --------------- |
| Santos de Guápiles      | Costa Rica | 2010 - 2011     |
| Puntarenas Fútbol Club  | Costa Rica | 2011 - 2012     |
| Orión F.C.              | Costa Rica | 2012            |
| Deportivo Malacateco    | Guatemala  | 2012            |
| Coban Imperial          | Guatemala  | 2012            |
| Municipal Pérez Zeledón | Costa Rica | 2013            |
| Jacó Rays Fútbol Club   | Costa Rica | 2013 - Presente |